# Börnickenberg
Der Börnickenberg ist eine 129 m ü. NHN Meter hohe Erhebung auf der Gemarkung der Stadt Jüterbog im Landkreis Teltow-Fläming in Brandenburg. Er ist damit nach dem 178 Meter hohen Golmberg und dem 145 Meter hohen Weinberg bei Wahlsdorf die dritt höchste Erhebung im Landkreis.

## Lage
Die Erhebung liegt südöstlich des Stadtzentrums und dort etwa 2,8 km westlich des Ortsteils Fröhden. Nördlich befinden sich die 121,1 m ü. NHN Meter hohen Höllenberge, westlich der Wohnplatz Quellenhof. Südlich der Erhebung befinden sich vier Windkraftanlagen mit einer Gesamtleistung von 2000 kW.